# Our Private World
Our Private World – spin-off serialu As the World Turns (ATWT), emitowany na kanale CBS od 5 maja do 10 września 1965 r.

## Krótki opis
Wyemitowano 38 półgodzinnych odcinków. W przeciwieństwie do ATWT serial ten był nadawany w godzinach wieczornych. Twórcami serialu byli Irna Phillips oraz William J. Bell.

## Obsada
- Eileen Fulton jako Lisa Hughes (33 odcinki)[1]
- Julienne Marie jako Eve Eldridge (32)
- Robert Drivas jako Brad Robinson (29)
- Sandra Smith jako Sandy Larson (27)
- Nicolas Coster jako  John Eldridge (22)
- David O'Brien jako dr Tony Larson (22)
- Sam Groom jako Thomas Eldridge (16)
- Geraldine Fitzgerald jako Helen Eldridge (15)
- Kenneth Tobey jako Dick Robinson (9)
- Pamela Murphy jako Frannie Martin (8)
- Grace Albertson jako Ethel Robinson (5)
- Michael Strong jako sierż. Clark (4)
- Kathy Dunn jako Pat Andrews (3)
- Chris Gampel jako dr Taylor (3)
- Lynne Rogers jako panna Walsh (2)
- Millette Alexander jako Sylvia Hill (1)
- Peter Brandon jako Don Hughes (1)
- Henderson Forsythe jako dr David Stewart (1)
- Don Hastings jako dr Bob Hughes (1)
- Frankie Michaels jako Tommy Hughes (1)
- Santos Ortega jako Pa Hughes (1)